# Вейц, Марк
Марк Вейц (18 ноября 1945, Бруклин, Нью-Йорк) — клавишник и лидер психоделической группы Strawberry Alarm Clock.

## Биография
Марк Вейц родился в Бруклине, Нью-Йорк, но вскоре после его рождения его семья переехала в Сан-Франциско. В 8 лет научился играть на пианино. К Thee Sixpence присоединился после ухода Майка Лючано в 1967 году. Он принес в репертуар группы песню Heart Full of Rain. Он же был автором Birdman Of Alkatrash и Incense and Peppermints. В Strawberry Alarm Clock продержался до 1970 года. Вернулся в группу только в восьмидесятых, играет в ней до сих пор. В 2009 году играл в группе Spirits in the Sky.

## Дискография
- Incense and Peppermints (1967)
- Wake Up...It's Tomorrow (1968)
- The World In a Seashell (1968)
- Good Morning Starshine (1969)
- Wake Up Where You Are (2012)